# 上智堂 (卡普里岛)

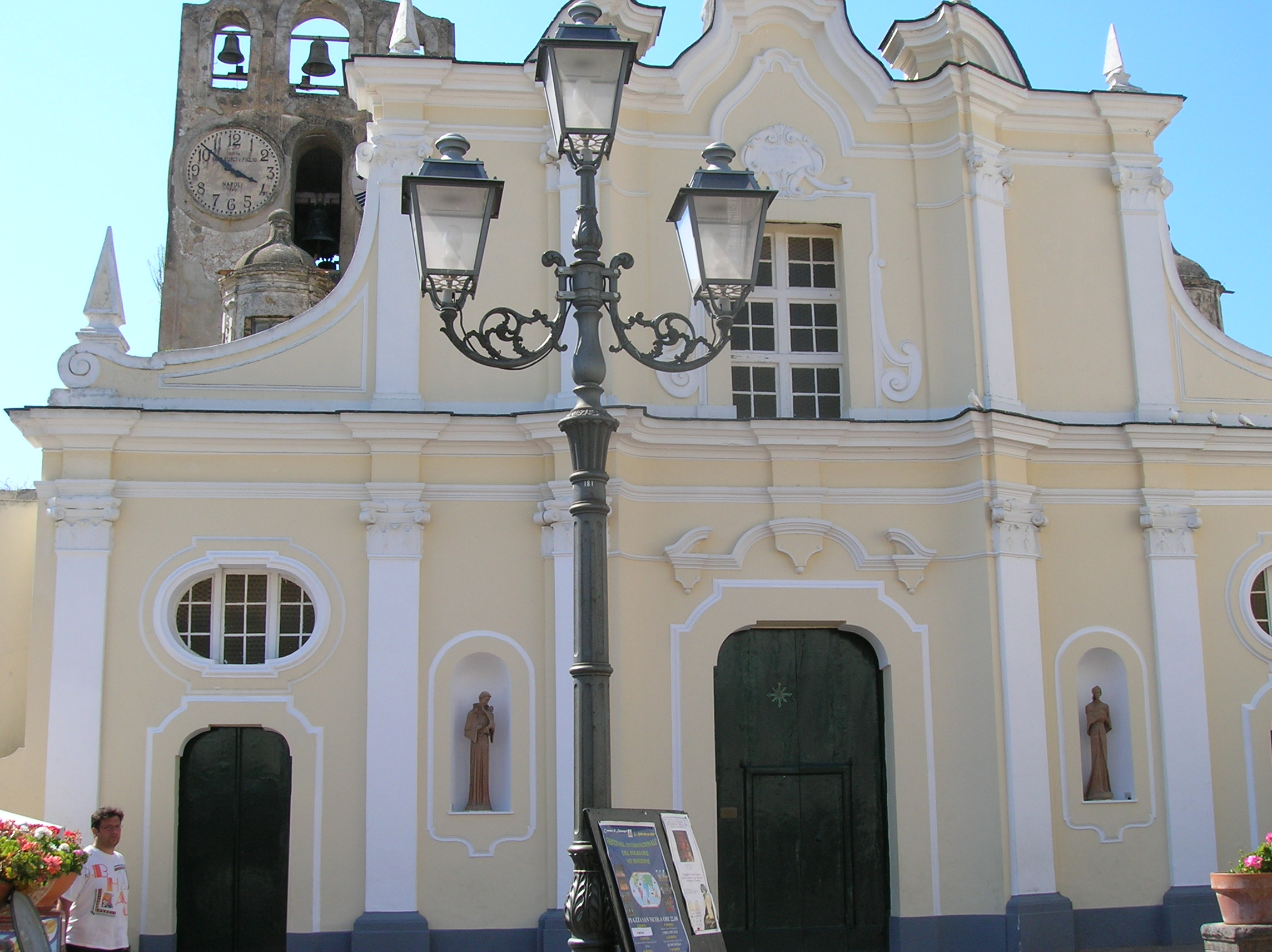
上智堂

上智堂（Chiesa di Santa Sofia）位于意大利卡普里岛阿纳卡普里的广场，建于1596年，取代君士坦丁堡圣母堂成为本堂区圣堂。一些建筑材料和配件来自圣嘉禄堂。小堂分别供奉阿纳卡普里的主保圣人圣安多尼和善导之母。建筑特征包括两个钟楼和巴洛克立面。朱丽安娜·兰契奇的婚礼在上智堂举行。